# Sainte-Ramée
Sainte-Ramée è un comune francese di 142 abitanti situato nel dipartimento della Charente Marittima nella regione della Nuova Aquitania.

## Società

### Evoluzione demografica
Abitanti censiti